# ديكلان لامبرت
ديكلان لامبرت (بالإنجليزية: Declan Lambert)‏ هو لاعب كرة قدم أسترالي في مركز الوسط، ولد في 21 سبتمبر 1998 في كوالالمبور في ماليزيا. لعب مع Achilles '29 ‏.

## وصلات خارجية
- ديكلان لامبرت على موقع قاعدة بيانات كرة القدم.إي يو (الإنجليزية)
- ديكلان لامبرت على موقع Soccerway.com (الإنجليزية)